# 伊吾县山南开发区
伊吾县山南开发区，是中华人民共和国新疆维吾尔自治区哈密市伊州区下辖的一个类似乡级单位。

## 行政区划
下辖以下地区：
管委会虚拟生活区。